# Phyllodromica maculata
Phyllodromica maculata es una especie de cucaracha del género Phyllodromica, familia Ectobiidae. Fue descrita científicamente por Schreber en 1781.
Habita en Alemania, Austria, Polonia, Chequia, Eslovaquia, Hungría y Rumania.